# Maianthemum japonicum
Maianthemum japonicum är en sparrisväxtart som först beskrevs av Asa Gray, och fick sitt nu gällande namn av Lafrankie. Maianthemum japonicum ingår i släktet ekorrbärssläktet, och familjen sparrisväxter. Inga underarter finns listade i Catalogue of Life.

## Bildgalleri

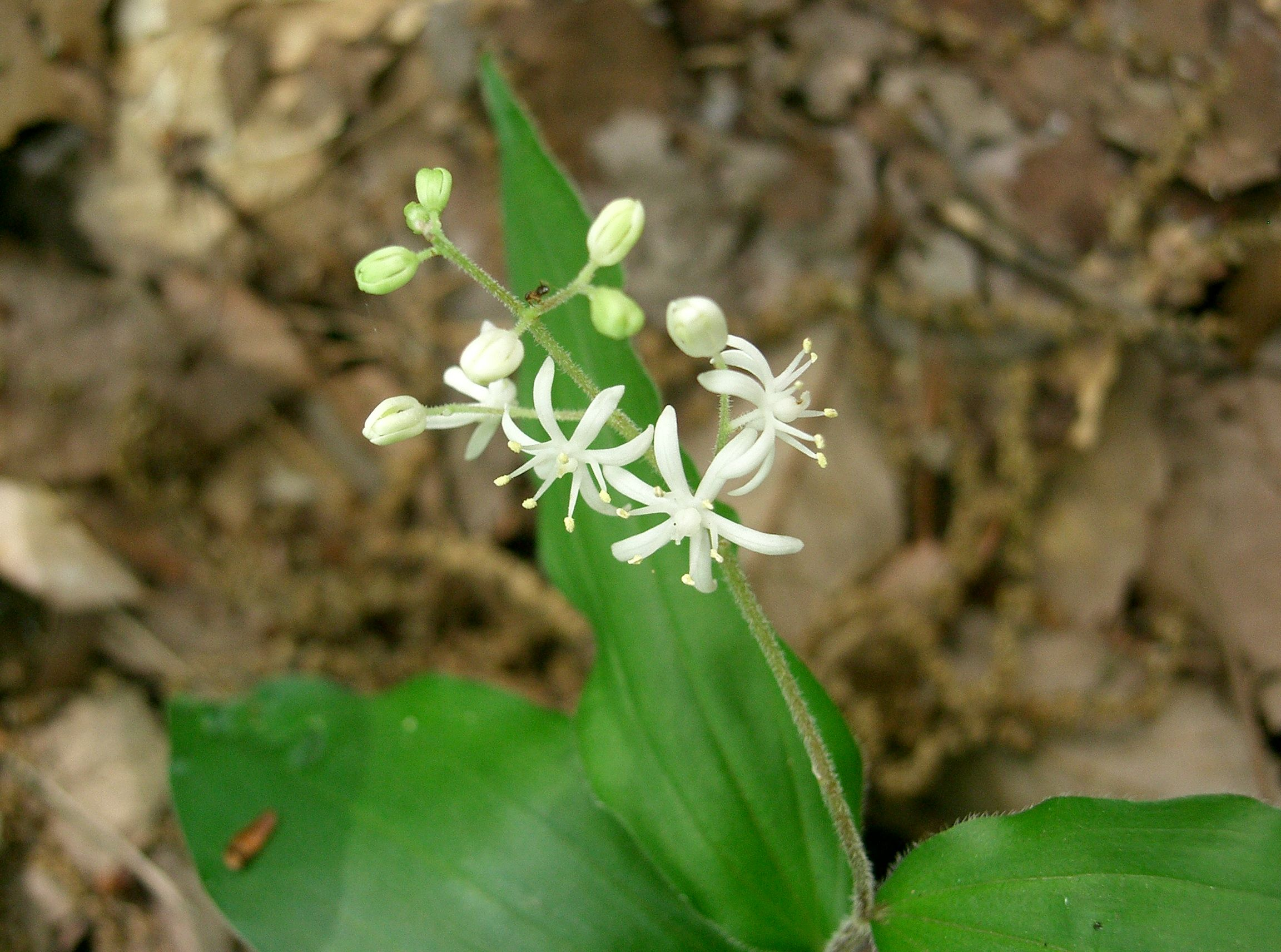
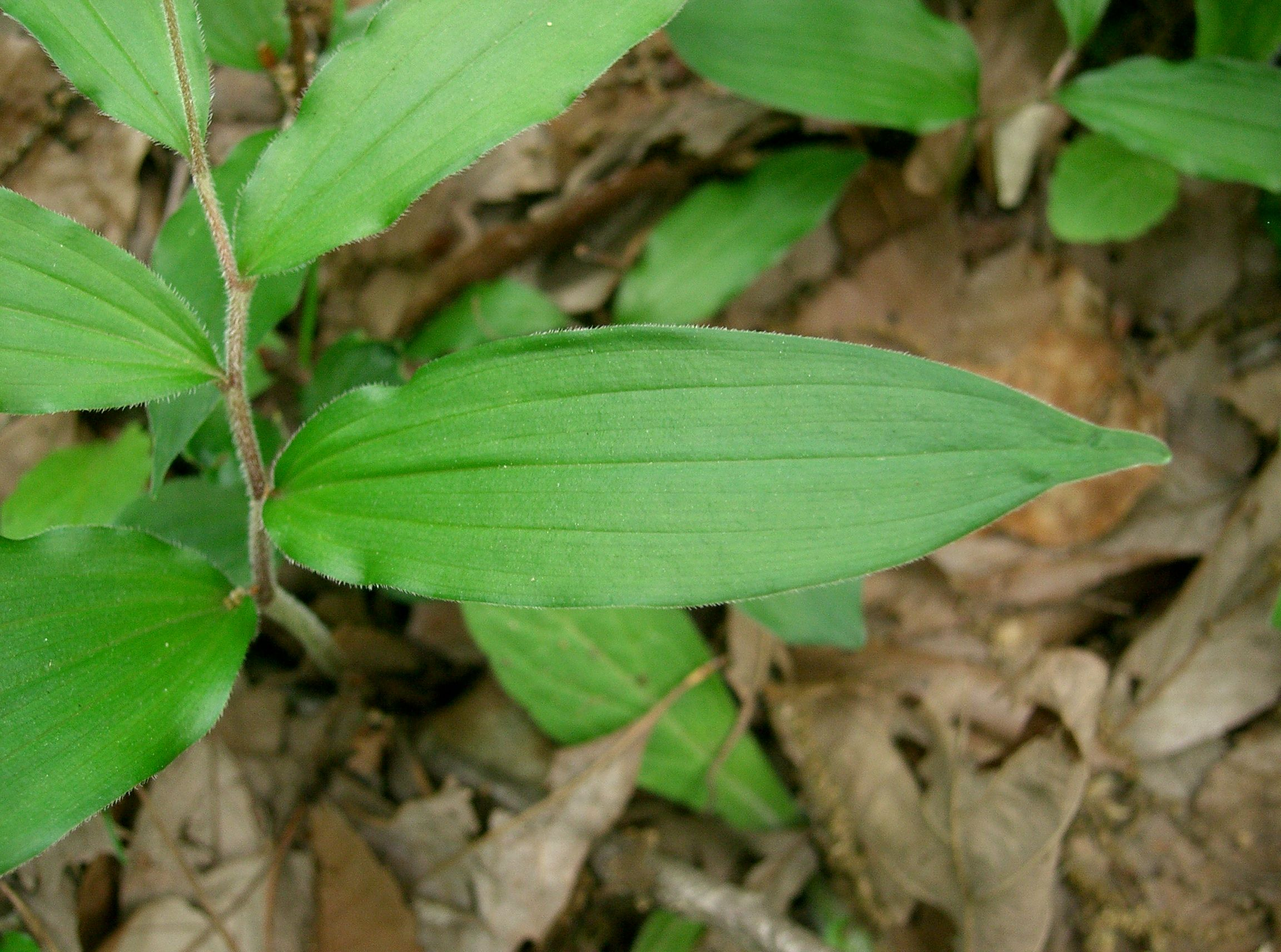
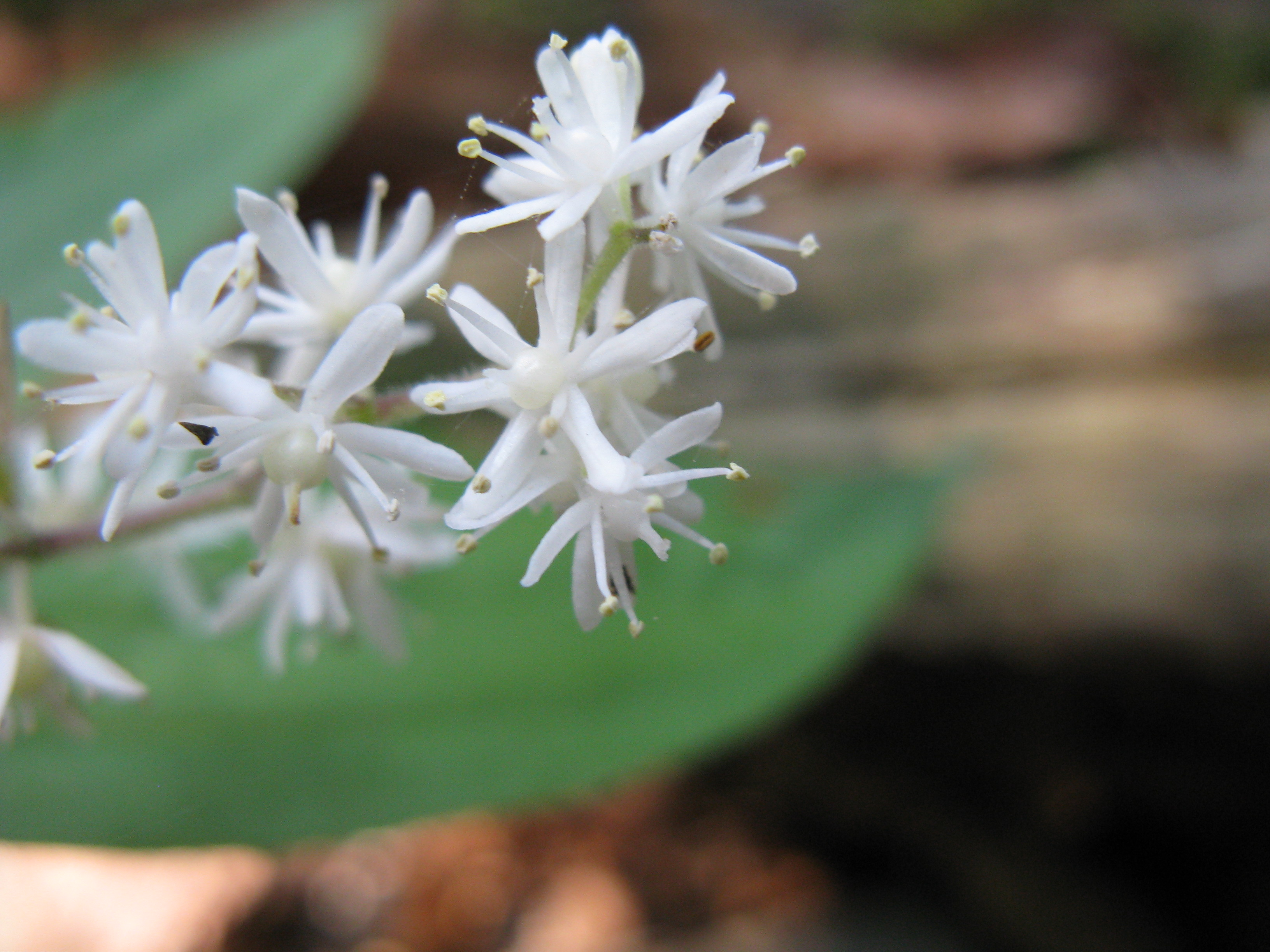